# Paleis voor een prikkie
Paleis voor een prikkie was een Nederlands televisieprogramma dat uitgezonden werd door SBS6. De presentatie was van 2018 tot en met 2019 in handen van het duo Frank Jansen en Rogier Smit. In 2020 namen Peer Akkermans en Brian Jacobs het stokje van hen over.

## Format
Twee presentatoren gaan op bezoek bij mensen die het minder breed hebben en hun huis onder handen zouden willen nemen. Zij trachten daarbij te achterhalen hoe de mensen in die situatie zijn gekomen en wat hun smaak is. Het presentatieduo krijgt vervolgens een budget van 250 euro waar ze het huis van op moeten knappen. Ze proberen meubels en andere woonaccessoires voor zo min mogelijk geld te vinden; ze doen dit door via Marktplaats gratis spullen op te halen en langs te gaan bij diverse kringloopwinkels. De presentatoren proberen op creatieve wijze de indeling van de woonkamer te veranderen. Het huis krijgt binnen één dag een nieuwe vorm.

## Seizoensoverzicht
Hieronder een seizoensoverzicht wat gerelateerd is aan de Nederlandse uitzendwijzen en kijkcijfers.
| Seizoen | Uitzenduren                | Presentatoren                  | Aantal afleveringen | Start seizoen    | Start seizoen | Einde seizoen     | Einde seizoen | Gemiddelde kijkcijfers |
| Seizoen | Uitzenduren                | Presentatoren                  | Aantal afleveringen | Datum            | Kijkcijfers   | Datum             | Kijkcijfers   | Gemiddelde kijkcijfers |
| ------- | -------------------------- | ------------------------------ | ------------------- | ---------------- | ------------- | ----------------- | ------------- | ---------------------- |
| 1       | Zondag 20:30 – 21:30 uur   | Frank Jansen en Rogier Smit    | 6                   | 14 januari 2018  | 926.000       | 18 februari 2018  | 874.000       | 818.667                |
| 2       | Zondag 20:30 – 21:30 uur   | Frank Jansen en Rogier Smit    | 6                   | 26 augustus 2018 | 552.000       | 30 september 2018 | 418.000       | 441.167                |
| 3       | Maandag 20:30 – 21:30 uur  | Frank Jansen en Rogier Smit    | 8                   | 7 januari 2019   | 449.000       | 25 februari 2019  | 671.000       | 663.875                |
| 4       | Dinsdag 20:30 – 21:30 uur  | Frank Jansen en Rogier Smit    | 7                   | 5 november 2019  | 819.000       | 17 december 2019  | 792.000       | 764.286                |
| 5       | Woensdag 21:30 – 22:30 uur | Peer Akkermans en Brian Jacobs | 12                  | 26 augustus 2020 | 484.000       | 23 december 2020  | 451.000       | 431.667                |

## Achtergrond
Het idee voor het programma ontstond toen Frank Jansen en Rogier Smit samen in 2017 deelnamen aan het SBS6-programma Steenrijk, straatarm. Hierin ruilde het stel een week van huis met een gezin dat beschikt over een laag inkomen. Ze besloten vervolgens met de weinige middelen die ze hadden het huis op te knappen. De (919.000) kijkers waren hierover zeer positief, waarna SBS6 vervolgens het programma Paleis voor een prikkie ontwikkelde. Het eerste seizoen ging op 14 januari 2018 van start. De eerste aflevering werd gezien door 926.000 kijkers en was daarmee een van de best bekeken programma's van die avond. De afleveringen die volgden, bleven relatief hoog scoren, zodat een tweede, derde en vierde seizoen volgden. Nadat Jansen en Smit in 2019 samen overstapten naar televisiezender RTL werd het presentatieduo in 2020 vervangen door Peer Akkermans en Brian Jacobs.

## Nominatie
Jansen en Smit werden dankzij dit programma in 2019 genomineerd voor de Televizier-Ster Talent. Ze wonnen de prijs niet.